# Taixkent
Taixkent (uzbek: Toshkent; rus: Ташкент, Taixkent) és la capital de l'Uzbekistan. El 2021 tenia 2.694.400  habitants, cosa que la fa la ciutat més poblada de l'Àsia central.
El nom actual procedeix del turcman i significa ciutat de pedra. En el passat, la ciutat ha tingut també els noms de Txatx, Xaix i Binkent. Va ser durant molts segles un punt de pas important de la ruta de la Seda, ruta comercial que unia l'Àsia amb Europa.
Malgrat que no té el valor històric d'altres ciutats uzbekes, com ara Bukharà, Samarcanda o Khivà, Taixkent és el principal centre econòmic i cultural de l'Uzbekistan. S'hi troben les principals institucions acadèmiques de l'estat, així com les seus de les empreses transnacionals amb activitat a l'Uzbekistan. A la ciutat, s'hi publiquen nou periòdics en uzbek, nou més en rus, així com quatre publicacions en anglès. Durant l'existència de la Unió Soviètica, Taixkent n'era la quarta ciutat més poblada després de Moscou, Leningrad i Kíev.

## Geografia
Taixkent se situa a prop de l'extrem oriental de l'Uzbekistan, al costat de la frontera amb el Kazakhstan, i molt a prop de la vall de Ferganà i del Kirguizstan.

## Història

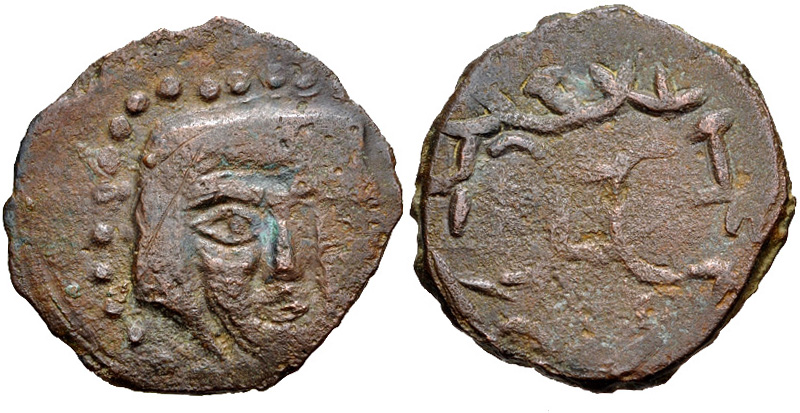
Monedes de Txatx c. 625-725 dC.

Taixkent apareix esmentada per primera vegada en fonts escrites al segle iii aC, amb el nom de Txatx o Xaix, per la qual cosa sembla procedent del terme xinès 'pedra'. Aquest nom es combinaria posteriorment amb el terme turquès kent ('ciutat'), amb què va donar lloc al nom actual.
Als segles IV i V de la nostra era, ja existia un assentament urbà permanent a l'emplaçament de la ciutat actual.
El principat de Txatx tenia una ciutadella quadrada construïda al voltant dels segles v al iii aC, a uns 8 km. al sud del riu Syr Darya. Al segle vii dC, Txatx tenia més de 30 ciutats i una xarxa de més de 50 canals, formant un centre comercial entre els Sogdians i els Turcs nòmades. El monjo budista Xuanzang (602/603? – 664 dC), que va viatjar de la Xina a l'Índia a través de l'Àsia central, va esmentar el nom de la ciutat com a Zhěshí (赭時). Les cròniques xineses Història de les dinasties del nord (Běi shǐ), Llibre de Sui (Suí Shū) i el Llibre de Tang esmenten una possessió anomenada Shí 石 ("pedra") o Zhěshí 赭時 amb un capitell del mateix nom des del segle v dC.
Durant la primera guerra perso-túrquica que es va lliurar entre 588 i 589 entre l'Imperi Sassànida i els principats heftalites i els Turcs Orientals fou capturada pels sassànides de Vararanes Chobin.
Després de la batalla del Talas, les forces àrabs van prendre la ciutat l'any 751, fet amb què va començar l'expansió de l'islam a la regió. Durant els segles ix i x, Taixkent va passar a estar sota el control de l'Imperi samànida. Al segle xi, Taixkent apareix esmentada per primera vegada com a ciutat.
El 1220, Genguis Kan va conquerir la ciutat i va incorporar-la al gran Imperi Mongol. Al segle xiv, la ciutat va ser part de l'Imperi de Tamerlà, que acabaria conquistat per altres pobles d'origen mongol.
Durant els segles xvii i xviii van augmentar els contactes comercials entre Taixkent i Rússia, en particular durant el regnat del tsar Pere el Gran (1682-1725), arran dels quals s'establiran relacions diplomàtiques per primera vegada entre la cort russa de Sant Petersburg i els kanats centreasiàtics. El 1784, Yunus Khoja, el governant del dakha (districte) Shayhantahur, va unir tota la ciutat sota el seu domini i va crear un estat independent de Taixkent en 1784 fins que el 1809, Taixkent va ser annexada al Khanat de Kokand. El 1839, el tsar rus Nicolau I va tractar d'evitar l'expansió britànica a l'Àsia central; els britànics des de l'Índia s'havien endinsat a l'Afganistan i mostraven ambicions imperialistes a tot l'Àsia central. El 1865, Taixkent és conquistada per les tropes russes, que estableixen a la ciutat el govern general del Turquestan.
El maig de 1865, Mikhail Txernaïev, actuant contra les ordres directes del tsar i superat en nombre almenys 15–1, va protagonitzar un atrevit atac nocturn contra una ciutat amb un mur de 25 km de llarg amb 11 portes i 30.000 defensors. Mentre un petit contingent va fer un atac de diversió, la força principal va penetrar les muralles, dirigida per un sacerdot ortodox rus. Tot i que la defensa era rígida, els russos van capturar la ciutat després de dos dies de forts combats i la pèrdua de només 25 homes en contraposició a diversos milers de defensors (incloent Alimqul, el governant del Khanat de Kokand). Txernaïev, batejat com el "Lleó de Taixkent" pels ancians de la ciutat, va organitzar una campanya de cors i ments per guanyar-se la població. Va abolir els impostos durant un any, va anar desarmat pels carrers i els basars reunint-se amb gent comuna i es va nomenar "Gobernador Militar de Taixkent", recomanant al tsar Alexandre II que la ciutat es convertís en un kanat independent sota la protecció russa.

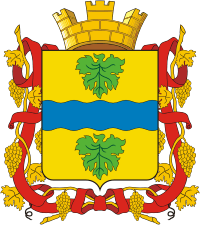
Escuts de Taixkent, 1909

El tsar va recompensar liberalment Txernyaiev i els seus homes amb medalles i bonificacions, però va considerar el general impulsiu com una bala perduda, i aviat el va substituir pel general Konstantin Petrovich von Kaufman. Lluny de ser concedida la independència, Taixkent es va convertir en la capital del nou territori del Turquestan Rus, amb Kaufman com a primer governador general. Es van construir un cantonament i un assentament rus a través del canal d'Ankhor des de la ciutat vella, i van entrar colons i comerciants russos. Taixkent va ser un centre d'espionatge en la rivalitat del Gran Joc entre Rússia i el Regne Unit per l'Àsia central. El Districte Militar de Turkestan es va establir com a part de les reformes militars de 1874. El Ferrocarril Transcaspià va arribar el 1889, i els treballadors del ferrocarril que el van construir també es van establir a Taixkent, portant amb ells les llavors de la Revolució russa.
Després de la Revolució d'Octubre de 1917, es funda la República Autònoma del Turquestan, amb Taixkent com a capital. Posteriorment, el 1924, Samarcanda és la substituta de Taixkent com a capital, primer del Turquestan, i després de la República Socialista Soviètica (RSS) de l'Uzbekistan, fundada el 27 d'octubre d'aquest mateix any. Finalment, el 1930, Taixkent recupera la qualitat de primera ciutat de l'RSS de l'Uzbekistan.
La primera demostració d'un televisor totalment electrònic al públic es va fer a Taixkent l'estiu de 1928 per Boris Grabovsky i el seu equip. En el seu mètode que s'havia patentat a Saratov el 1925, Boris Grabovsky va proposar un nou principi d'imatge de TV basat en l'escombrat del feix d'electrons vertical i horitzontal sota alt voltatge. Actualment, aquest principi de la imatge televisiva s'utilitza pràcticament en tots els tubs de raigs catòdics moderns. L'historiador i etnògraf Boris Golender (Борис Голендер en rus), en una conferència de vídeo, va descriure aquest esdeveniment. Aquesta data de demostració del televisor totalment electrònic és la més antiga coneguda fins ara. Malgrat aquest fet, la majoria dels historiadors moderns consideren Vladimir Zworykin i Philo Farnsworth com a inventors del primer televisor totalment electrònic. El 1964, la contribució feta per Grabovsky al desenvolupament de la televisió primerenca va ser reconeguda oficialment pel govern uzbek i se li va concedir el prestigiós títol "Inventor honorífic de la República Socialista Soviètica d'Uzbek".
Violant el Pacte Mólotov-Ribbentrop, l'Alemanya nazi va envair la Unió Soviètica el juny de 1941. El govern va treballar per traslladar les fàbriques de l'oest de Rússia i Ucraïna a Taixkent per preservar la capacitat industrial soviètica. Això va provocar un gran augment de la indústria durant la Segona Guerra Mundial.
També va evacuar la majoria dels emigrants comunistes alemanys a Taixkent. La població russa va augmentar espectacularment; els evacuats de les zones de guerra van augmentar la població total de Taixkent a més d'un milió. Els russos i els ucraïnesos van ser més de la meitat del total dels residents de Taixkent. Molts dels antics refugiats es van quedar a Taixkent per viure després de la guerra, en lloc de tornar a les antigues llars.
Durant la postguerra, la Unió Soviètica va establir nombroses instal·lacions científiques i d'enginyeria a Taixkent.
El 26 d'abril de 1966, la ciutat va sofrir un terratrèmol que en va provocar la destrucció gairebé total. El 31 d'agost de 1991, a Taixkent es va declarar la independència de l'Uzbekistan.
El 2007, Taixkent va ser nomenada "capital cultural del món islàmic" per Moscow News, ja que la ciutat té nombroses mesquites històriques i llocs islàmics importants, inclosa la Universitat Islàmica. Taixkent té una de les primeres còpies escrites de l'Alcorà, que es troba a la ciutat des de 1924.
Taixkent és la ciutat més visitada del país, i s'ha beneficiat molt de l'augment del turisme com a resultat de les reformes sota la presidència Shavkat Mirziyoyev i l'obertura mitjançant l'abolició de visats per als visitants de la Unió Europea i altres països en desenvolupament o facilitant els visats per als estrangers.

### Tashkent al llarg dels anys

Development of Tashkent
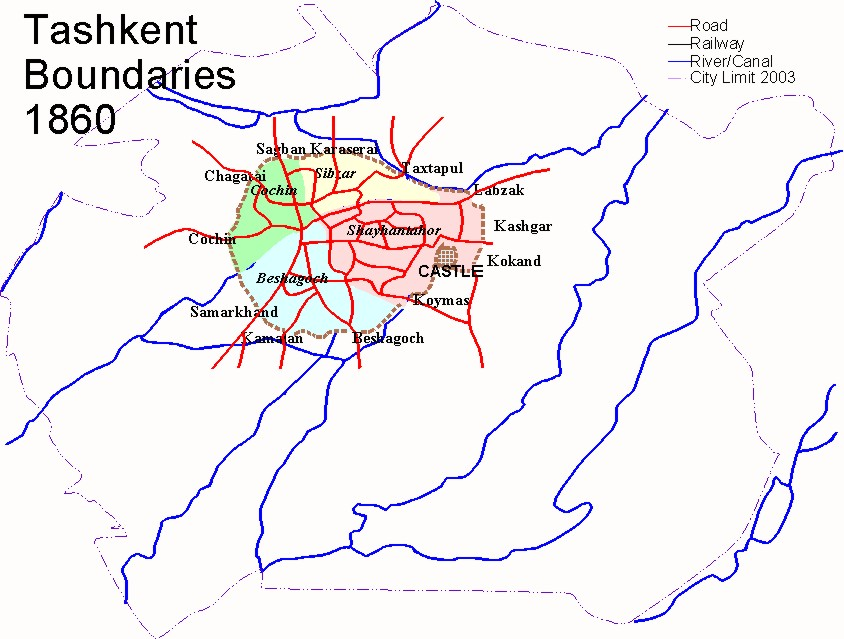
c. 1865
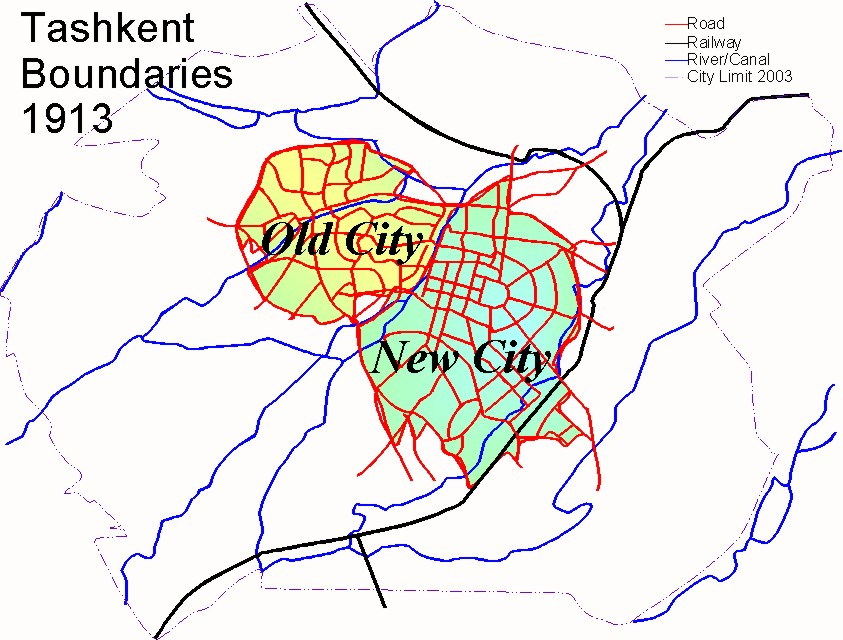
1913
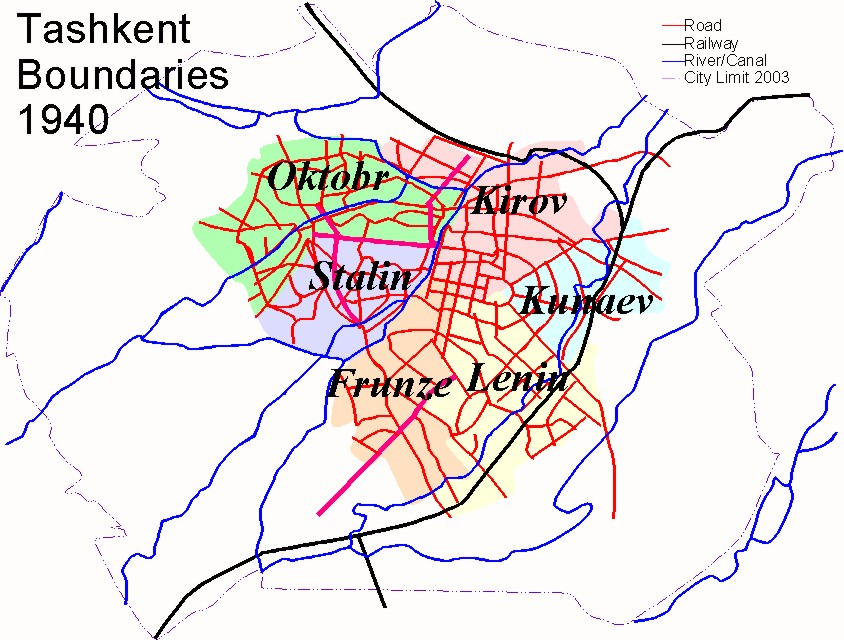
1940
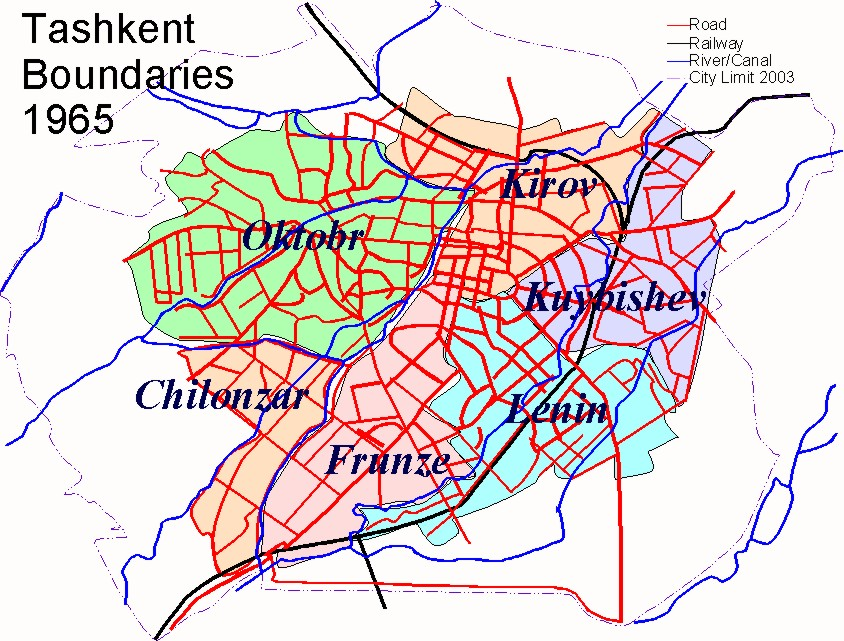
1965
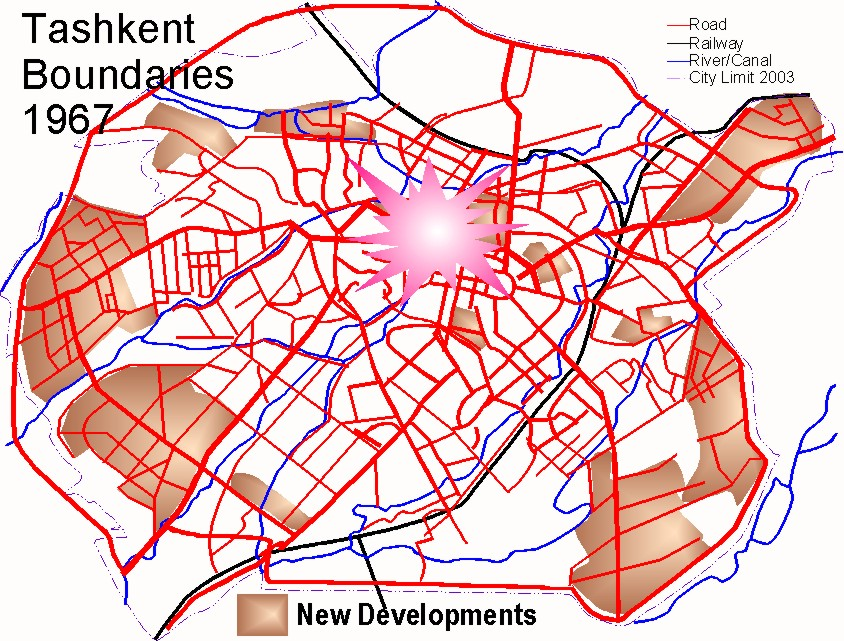
1966: terratrèmol i posterior reurbanització
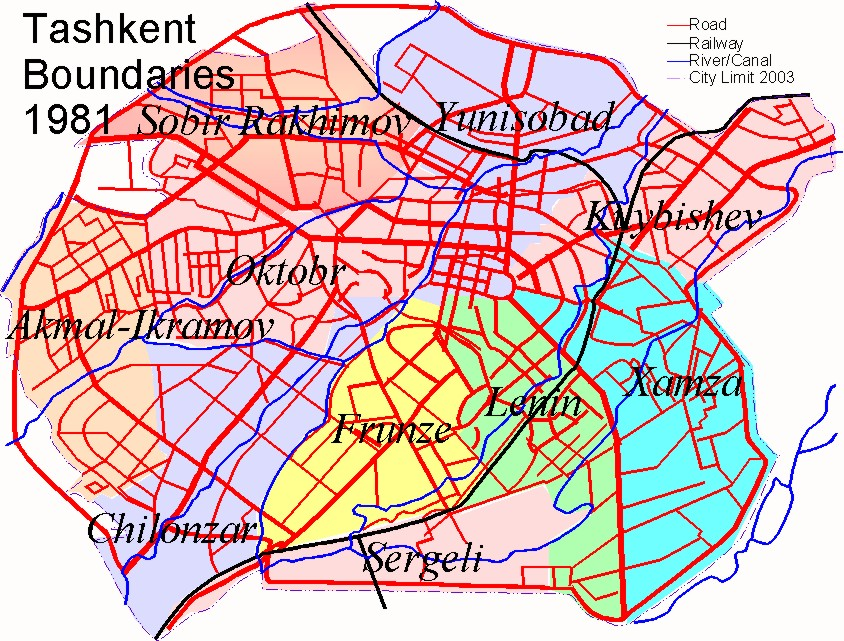
1981
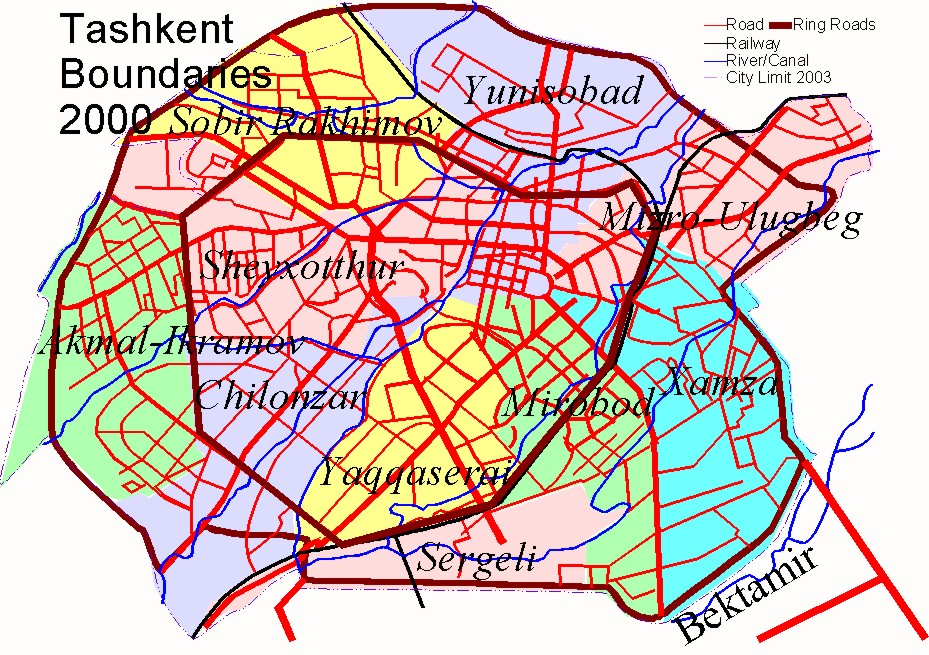
2000

## Llocs d'interès
A causa de la destrucció de molts edificis històrics després de la Revolució russa de 1917 i, posteriorment, durant el devastador terratrèmol de 1966, s'ha perdut gran part de l'arquitectura tradicional de Taixkent. Un dels edificis més importants que encara es conserven a la ciutat és la madrassa de Kukeldash, del segle xvi. Actualment, l'edifici acull una mesquita i que es transforma en museu. La construcció d'aquest edifici es remunta al regnat d'Abdul·là Khan (1557-1598).
Durant el segle xix, el gran duc Nikolai Konstantínovitx Romànov, net del tsar Nicolau I de Rússia, va ser desterrat a Taixkent, on va morir i va ser enterrat. El seu palau es conserva al centre de la ciutat, prop de la plaça Mustaqillik.
L'edifici més emblemàtic del Taixkent actual és la torre de televisió, coneguda com la torre de Taixkent, la més alta de l'Àsia central, que destaca pel fet d'integrar elements arquitectònics tradicionals uzbeks. La torre rep uns 70.000 visitants anuals.
A Taixkent, s'hi conserva un dels exemplars més antics de l'Alcorà.

## Transport públic
Taixkent disposa d'un sistema de metro, l'únic de l'Àsia central.

## Taixkentans il·lustres
- Dilorom Saidaminova

## Ciutats agermanades
Taixkent manté una relació d'agermanament amb les següents ciutats:
- Ankara, Turquia[17]
- Ashgabat, Turkmenistan[18]
- Astana, Kazakhstan[19]
- Berlín, Alemanya
- Bixkek, Kirguizstan
- El Caire, Egipte[20]
- Dnipro, Ucraïna
- Dovjansk, Ucraïna
- Kíiv, Ukraine
- Moscou, Rússia
- Nagoya, Japó
- Riga, Letònia
- Seattle, Estats Units[21]
- Seül, Corea del Sud
- Xangai, Xina